# Jaime Moreno
Jaime Moreno Morales (Santa Cruz de la Sierra, 19 de janeiro de 1974) é um ex-futebolista e treinador de futebol boliviano que atuava na posição de atacante. Defendeu seu país na Copa de 1994, em cinco edições da Copa América e na Copa das Confederações de 1999.

## Carreira
Como a maioria dos principais atletas de seu país, Moreno foi revelado na Tahuichi Academy. Iniciou a carreira profissional em 1991, com apenas 17 anos, defendendo o Blooming. Ao serviço de La Academia, foram 57 partidas e 14 gols marcados em quatro temporadas.
O sucesso com a camisa do Blooming chamou a atenção do Santa Fe, que o contratou em 1994, mas a aventura colombiana resumiu-se a apenas 5 jogos para Moreno, e no mesmo ano o jovem atacante foi para a Inglaterra assinar com o Middlesbrough, que investiu 250 mil libras para contratá-lo. Também não agradou na velha Albion, jogando 20 partidas e marcado um gol. Ele, que foi o segundo boliviano a jogar no futebol inglês, retornaria ao Boro em 1997, desta vez emprestado pelo D.C. United, onde se consagrou.

## O auge nos EUA

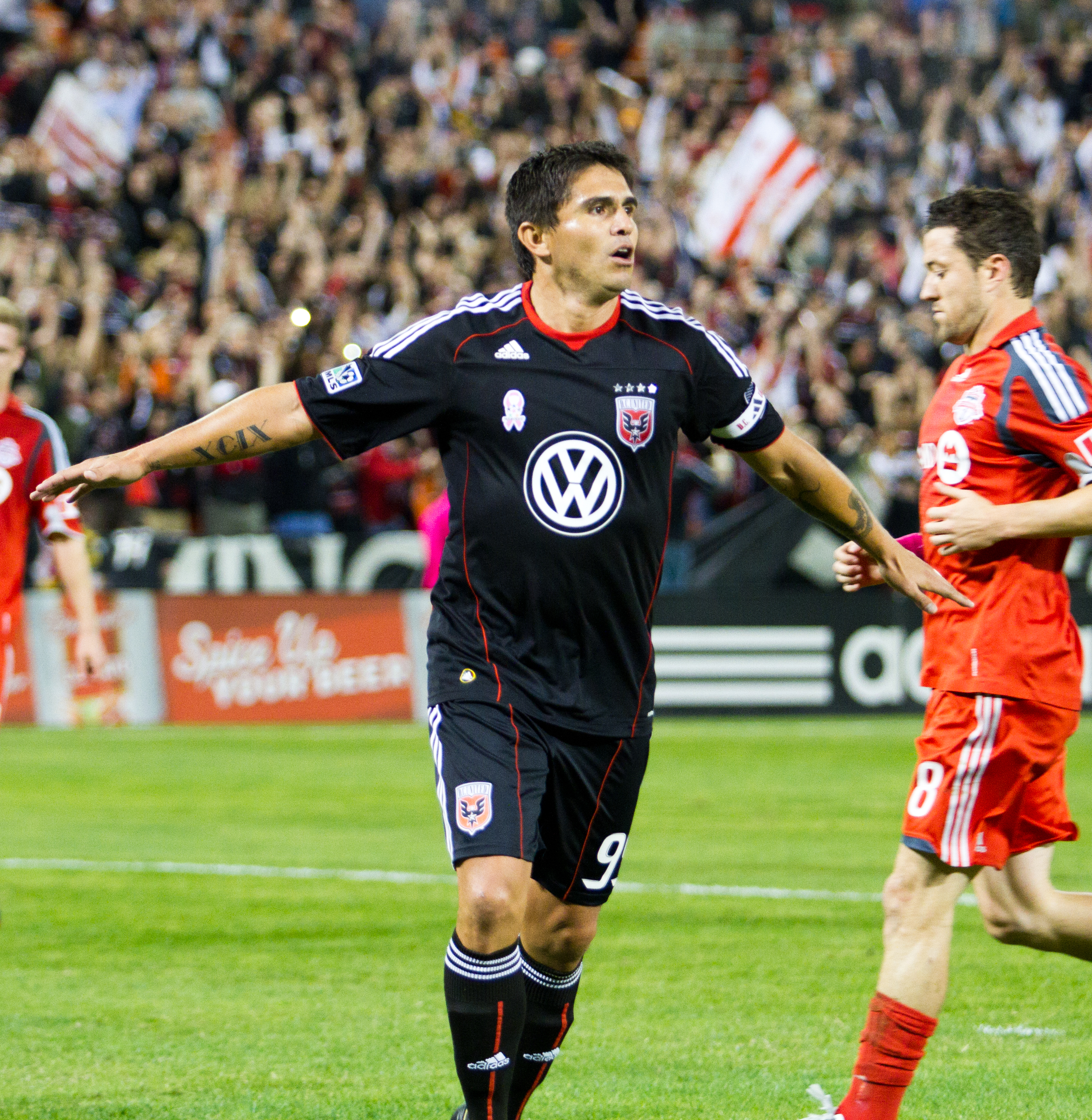
Moreno comemora o último gol de sua carreira, na partida contra o Toronto, pela MLS.

Com a criação da MLS, Moreno assinou contrato com o DC United, tendo uma bem-sucedida passagem (150 partidas e 69 gols). Um trunfo de Pichón em sua carreira nos EUA era a precisão nas bolas paradas, principalmente em pênaltis, sendo que boa parte de seus gols era desta forma. Além disso, seus passes e cruzamentos eram precisos.
Em 2003, Moreno teve uma curta passagem pelo MetroStars (atual New York Red Bulls), e não teve uma longa sequência de jogos, mas deixou a sua marca por 2 vezes, em 11 jogos. Ele retornaria ao DC em 2004, e em 17 de abril de 2009, tornou-se o primeiro jogador a alcançar 100 gols e a atingir este mesmo número no quesito assistências, ao dar o passe para Ben Olsen marcar nos acréscimos. Em 2010, Moreno disputaria mais 21 partidas pela temporada da MLS, aos 36 anos.
Sua 502ª e última partida foi contra o Toronto, em 23 de outubro. A despedida não terminaria de outra forma, com um gol de pênalti aos 38 minutos do primeiro tempo. Mas a partida não teve um final de carreira feliz para Pichón, pois o DC seria derrotado por 3 a 2. Era, até 2011, o maior artilheiro da história da MLS, com 133 gols, quando foi ultrapassado por Jeff Cunningham (atualmente, o recorde pertence a Landon Donovan, que balançou as redes 145 vezes).

## Retorno aos gramados e carreira de técnico
Ainda em 2010, Moreno viajou para Santa Cruz de la Sierra, sua cidade natal, para retornar ao Blooming, clube que o projetou e onde ele pretendia encerrar de vez a carreira de jogador. Um clube australiano também pretendia contratar o atacante, mas ele, que é torcedor declarado da equipe, não conseguiu assinar um contrato com La Academia e retornou a Washington.
Em 2011, fora do futebol, Moreno se dedicou ao golfe e disputou um campeonato amador em Cochabamba. Por 3 anos, exerceu o cargo de treinador da equipe Sub-23 do DC United e também chegou a atuar pelo Sport Boys Warnes, onde vestiu a camisa 99, mesmo número que usava na época em que jogava no DC até  2013, quando se aposentou definitivamente como jogador aos 39 anos de idade.

## Na Seleção
A carreira de Moreno com a Seleção Boliviana de Futebol durou de 1991 a 2008. Estreou durante as Eliminatórias para a Copa de 1994, a única de sua carreira. Foi o jogador mais jovem da delegação boliviana, e atuou em 2 partidas (contra Alemanha e Espanha). A equipe caiu na primeira fase, mas Moreno ganhava mais experiência em um time composto por vários atletas veteranos.
Além da Copa de 1994 Pichón disputaria cinco edições da Copa América (1991 - com apenas 17 anos - , 1993, 1994, 1997, 1999 e 2007, mas não foi convocado para as edições de 2001 e 2004). Outra competição disputada por ele foi a Copa das Confederações de 1999, última competição internacional que a Bolívia disputou em sua história.
Moreno aposentou-se da Seleção em 2008, em uma partida contra El Salvador. Assim como em 2010, a despedida dos palcos internacionais foi amarga para Moreno: a Bolívia sofreu uma derrota por 2 a 0.

## Títulos
Com o DC United:
MLS Cup4 (1996, 1997, 1999 e 2004)
Supporter's Shield4 (1997, 1999, 2006 e 2007)
Lamar Hunt U.S. Open Cup2 (1997 e 2008 - último título da carreira)
Liga dos Campeões da CONCACAF1 (1998)
Copa Interamericana1 (1998)
Com o Middlesbrough:
Segunda Divisão Inglesa (1994-95)

### Individual
Melhor onze da MLS5 (1997, 1999, 2004, 2005 e 2006).